# Liste der Präsidenten der Republik Moldau
Dies ist die Liste der Präsidenten der Republik Moldau.
| Präsidenten der Republik Moldau | Präsidenten der Republik Moldau | Präsidenten der Republik Moldau | Präsidenten der Republik Moldau | Präsidenten der Republik Moldau | Präsidenten der Republik Moldau |
| #                               | Bild                            | Name                            | Amtsantritt                     | Amtsende                        | Partei                          |
| ------------------------------- | ------------------------------- | ------------------------------- | ------------------------------- | ------------------------------- | ------------------------------- |
| 1                               |                                 | Mircea Ion Snegur               | 3. September 1990               | 15. Januar 1997                 | parteilos                       |
| 2                               |                                 | Petru Lucinschi                 | 15. Januar 1997                 | 7. April 2001                   | PAM                             |
| 3                               |                                 | Vladimir Voronin                | 7. April 2001                   | 11. September 2009              | PCRM                            |
| −                               |                                 | Mihai Ghimpu (kommissarisch)    | 11. September 2009              | 28. Dezember 2010               | PL                              |
| −                               |                                 | Vlad Filat (kommissarisch)      | 28. Dezember 2010               | 30. Dezember 2010               | PLDM                            |
| −                               |                                 | Marian Lupu (kommissarisch)     | 30. Dezember 2010               | 23. März 2012                   | PDM                             |
| 4                               |                                 | Nicolae Timofti                 | 23. März 2012                   | 23. Dezember 2016               | parteilos                       |
| 5                               |                                 | Igor Dodon                      | 23. Dezember 2016               | 23. Dezember 2020               | PSM                             |
| 6                               |                                 | Maia Sandu                      | 24. Dezember 2020               | amtierend                       | PAS                             |